# Марк Гавий
Марк Гавий Максим (на латински: Marcus Gavius Maximus) е политик и сенатор на Римската империя през 2 век.
Произлиза от фамилията Гавии. Вероятно е роднина на Марк Гавий Сквила Галикан (консул 150 г.).
Той е преториански префект през ок. 138 – 156 г. по времето на императорите Адриан и Антонин Пий. През 155 г. той е суфектконсул заедно с Гай Ауфидий Викторин.